# أوراهارا كيسكي
أوراهارا كيسكي (باليابانية:浦原 喜助) (بالإنجليزية:Urahara Kisuke) هو شخصية خيالية من مانغا وأنمي بليتش للكاتب تايت كوبو. هو القائد السابق للفرقة الـ 12، وكذلك المؤسس والرئيس الأول لمعهد الشينيجامي للبحوث. وكان ملازمه هيوري ساروغاكي. يعيش في العالم البشري حيث يملك متجراً صغيراً لبيع الحلوى و أدوات الشينيغامي. ويساعده موظفوه تساي تسوكابيشي، وجينتا هاناكاري، وأورورو تسوموجيا.

## اختراعاته
- حلوى الأرواح التي تتيح للمستخدم أن يضع روحاً في جسمه المؤقت بالعالم الحقيقي.
- الهوجويوكو الذي يزيل الحد أو الفاصل بين الشينيجامي والهولو وهذا مكّن الشينيجامي من الحصول على قوى الهولو. وهو ما أخذه آيزن من جسد روكيا.
- لجيجاي الذي يصرف قوى الشينيجامي الروحية ويسلبها بدلا من المحافظة عليها (هو سبب حكم مجتمع الأرواح على أوراهارا بالموت.)

## الزانباكتو
زانباكتو كيسكي أوراهارا يدعى [ بينيهيمي ] وترجمته [ الأميرة القرمزية ] أحد السيوف الإناث النادرة، في حالة عدم إصدار السيف أو تحريره يكون على شكل سيف داخل عصا، كما بإمكان هذه العصا فصل الشينيجامي عن جسده الجيجاي، تماماً كـ [قفاز روكيا]، أمر إصدار سيف أوراهارا إلى مرحلة الشيكاي هو " استيقظ "وفي مرحلة الشيكاي، السيف يصبح أعرض من قبل ومقبض السيف يكون مقوساً/ وهناك شريط قرمزي وبعض الزينة، وهناك قدرتان تم التعرف عليهما ظهرت في الأنيمي، الأولى دفاعية والأخرى هجومية وكلاهما تتفعلان بالأمر: "غرد"، القدرة الدفاعية لأوراهارا هي تشكيل درع أمامه يحميه من الهجمات، وقد استخدمه عندما استخدم إيتشيغو هجومه [getsuga tenshō ] لأول مرة وعلق أوراهارا على ذلك الهجوم بأنه إن لم يقم بوضع ذلك الدرع لفقد ذراعه، أما القدرة الهجومية فهي إطلاق قذيفة قرمزية اللون.